# Island Lake (Ross-Insel)
Der Island Lake (englisch für Inselsee) ist ein See am Kap Evans auf der antarktischen Ross-Insel. Er liegt südöstlich des Skua Lake.
Teilnehmer der britischen Terra-Nova-Expedition (1910–1913), die am Kap Evans ihr Basislager errichtet hatten, gaben dem See seinen Namen.